# Presídium
Un presídium (del ruso prezidium, y este del latín praesidium 'guarnición militar') es el principal órgano de dirección de varios cuerpos oficiales u organizaciones. También fue utilizado en la Unión Soviética referido al Sóviet Supremo. En otros países como Corea del Norte y China se utilizan para referirse a la dirección, a modo de comité ejecutivo, del máximo órgano legislativo. En Alemania existe el presídium del Bundestag formado por el presidente y vicepresidentes del parlamento.

## Usos históricos
En los países comunistas el presídium era un órgano legislativo permanente como ocurría con el Sóviet Supremo de la Unión Soviética. El Presídium del Sóviet Supremo existió en la Unión Soviética desde 1936. Desde 1952 hasta 1966 el Politburó del Partido Comunista de la Unión Soviética paso a conocerse como el Presídium del Comité Central del Partido. A pesar de las similitudes en el nombre, ambos fueron presídiums diferentes.[cita requerida]

## Usos actuales
Actualmente el término presídium se emplea en Corea del Norte y en China para referirse a la dirección del órgano máximo de la Asamblea Suprema del Pueblo.
En Alemania existe el presídium del Bundestag formado por el presidente y vicepresidentes del parlamento.
También se utiliza habitualmente en México con el sentido de «mesa de honor» o «presidencia».